# André Vanderlei
André de Oliveira Vanderlei (Recife, 27 giugno 1978) è un allenatore di calcio a 5 ed ex giocatore di calcio a 5 brasiliano naturalizzato belga.

## Carriera
Nonostante il ritiro, rimane tuttora il miglior marcatore della Coppa UEFA con 54 reti. Vanderlei detiene inoltre il record di reti in una singola edizione (19, nel 2003-04) nonché, a pari merito con Zouggaghi, quello di realizzazioni in una singola partita (10, messe a segno nella medesima stagione durante l'incontro vinto per 44-3 dall'Action 21 contro l'Olimpic Tirana). Ottenuta la cittadinanza belga, nel 2007 ha debuttato nella nazionale maschile di calcio a 5 del Belgio, con cui ha disputato 49 incontri e realizzato 26 reti.

## Palmarès

### Competizioni nazionali
- Campionato belga: 5
Action 21: 2002-03, 2003-04, 2004-05, 2008-09
Châtelineau: 2012-13

### Competizioni internazionali
- Coppa UEFA: 1
Action21: 2004-05

### Individuale
- Capocannoniere della Coppa UEFA: 2

2002-03 (15 gol), 2003-04 (19 gol)